# Иља Смирин
Илија Јулиевич Смирин (хебр. איליה יוליביץ' סמירין; рус. Илья Юльевич Смирин; рођен је 21. јануара 1968. године у Витепску, Белоруска ССР) - израелски шаховски велемајстор.

## Шаховска каријера
Смирин је шаховску каријеру почео у Совјетском Савезу. Он је био сертификовани наставник шаха на Белоруском државном институту за физичку културу у Минску. У 1992. години је емигрирао у Израел, и од тада је постао један од водећих израелских играча на Шаховским олимпијадама и другим међународним такмичењима. Он је члан шаховског клуба Ашдод и репрезентације Израела.
Смиринови турнирски успеси укључују поделу првих места у Свердловску 1987, Њујорку, 1994. и првенству Израела 2002. године.
Он је такође освојио прву лигу првенства Совјетског Савеза (1987, 1989), првенство Израела (1992, 1994, 1999), и квалификовао се за ПЦА светски Гран-При 1994. и 1995. У 2000. години је освојио престижно Отворено првенство Њујорка и Дос Ерманас 2001. У 2007. години је освојио Међународни турнир Акропољ у Атини, постигавши 7/9 што му је донело прво место за пола поена. У 2008. години је поделио прво место са Евгенијем Постним у Малот-Таршихи.
Он је освојио сребрну медаљу на Макабијским играма 2005, и поделио четврто место на Макабијским играма 2017. у Израелу.
Његово корисничко име на Интернет шаховском клубу је "tapuax".
У 2016. години, објавио је, од критике прихваћену, књигу Рат Краљевом индијком.

## Значајне партије
Овде Смирин, као црни, побеђује шампиона света у то време:
Крамник – Смирин, Русија (СССР) vs Остатак света, Москва 2002. 1.d4 Nf6 2.c4 g6 3.Nc3 Bg7 4.e4 d6 5.Nf3 O-O 6.Be2 e5 7.O-O Nc6 8.d5 Ne7 9.b4 Nh5 10.Re1 a5 11.bxa5 f5 12.Nd2 Nf6 13.c5 Rxa5 14.cxd6 cxd6 15.a4 Bh6 16.Ba3 Bxd2 17.Qxd2 fxe4 18.Bb5 Bf5 19.h3 Ra8 20.g4 Bc8 21.Nxe4 Nxe4 22.Rxe4 Bd7 23.Bf1 Bxa4 24.Bb4 b5 25.Ra3 Rc8 26.Rc3 Qb6 27.Bg2 Rxc3 28.Bxc3 Bb3 29.Re1 Bc4 30.Ba5 Qb7 31.Rd1 Rf4 32.Bc3 Bb3 33.Bxe5 dxe5 34.d6 Qd7 35.Rc1 Bc4 36.Qb4 Nc8 37.Qc5 Nxd6 38.Qxe5 Rf8 39.Rd1 Nf7 0-1